# Manuel Rodríguez Cuadros
José Manuel Rodríguez Cuadros (Cuzco, 17 de marzo de 1949) es un diplomático, catedrático de universidad y político peruano. Fue Ministro de Relaciones Exteriores durante el gobierno de Alejandro Toledo. Asimismo, se desempeñó también como Embajador del Perú en Bolivia en el 2010 durante el segundo gobierno de Alan García y también fue Representante Permanente del Perú en la UNESCO desde 2012 hasta el 2018 durante el gobierno de Ollanta Humala. 
Ingresó también en política siendo candidato a la Presidencia de la República en las elecciones generales del Perú de 2011 por el Partido Descentralista Fuerza Social, pero renunció a su candidatura el 18 de marzo de 2011.

## Biografía
Hijo de Elva Cuadros y del educador José Gabriel Rodríguez Figueroa. Realizó sus estudios primarios en el Colegio Salesiano del Cusco, y los estudios secundarios los realizó en la Gran Unidad Escolar Ricardo Palma de Lima.
Ingresó a la Universidad Nacional Mayor de San Marcos, en dónde estudió Derecho y Ciencias Políticas; luego de ello estudió en la Academia Diplomática del Perú.
Cuenta con un máster en Derecho Internacional y Relaciones Internacionales en la Universidad de París V René Descartes, así como un doctorado en Derecho Internacional con mención en Derecho Internacional del Desarrollo en la misma universidad.
Entre 1992 y 1993 se desempeñó como asesor principal de la División de Derechos Humanos de la Misión de Paz de las Naciones Unidas en El Salvador.
A fines de diciembre de 1992 fue cesado en el servicio diplomático del Perú por el gobierno de Alberto Fujimori.
En 1993 fue nombrado «Senior political officer» en el Departamento de Asuntos Políticos de las Naciones Unidas.
En Ginebra, en abril del año 2000, fue elegido por la Comisión de Derechos Humanos de las Naciones Unidas, por un período de cuatro años, miembro de la Subcomisión del citado organismo para la Promoción y Protección de los Derechos Humanos.
En 2005 asume la presidencia de la Conferencia de Desarme de la ONU con sede en Ginebra, y en el año 2006 fue Presidente de la Comisión de Derechos Humanos de las Naciones Unidas.
Es miembro Asociado del «Centro Peruano de Relaciones Internacionales», del «Foro Peruano de Relaciones Internacionales», del «Instituto Francés de Relaciones Internacionales», del «Forum Suizo de Relaciones Internacionales», de la «Asociación Latinoamericana de Derecho Internacional Público» y de la «Sociedad Peruana de Derecho Internacional».
Desde inicios de 2009, es presidente del «Instituto Latinoamericano de Derecho Internacional y Relaciones Internacionales - ILADIR».

## Actividad docente
Inició su vida docente como profesor de Economía Política en el Colegio Peruano-Británico entre 1969 y 1970.
Más adelante y hasta la actualidad, ha dictado cursos relacionados al derecho y las relaciones internacionales en Perú, El Salvador y Francia:
En el Perú, ha sido profesor en la Academia Diplomática del Perú, en la Universidad Nacional Mayor de San Marcos, en la Universidad de San Martín de Porres, en la Universidad Ricardo Palma, en el Centro de Altos Estudios Nacionales, en el Centro de Altos Estudios Militares del Perú y en la Escuela Superior de Guerra Naval.
En Francia ha dictado cursos en el Instituto de Administración Pública de París, y en El Salvador en la Universidad "Dr. José Matías Delgado".

## Cargos diplomáticos
Fue Viceministro de Relaciones Exteriores del Perú entre 2001 y 2003 y posteriormente Ministro de Relaciones Exteriores del Perú de 2003 a 2005, además de haber trabajado en los años 70, 80 y 90 en dicho ministerio como «Secretario del Departamento Ecuador de la Dirección de América Limítrofe» (1974), «Secretario de la Dirección de Estudios de la Subsecretaría de Planeamiento» (1975), «Jefe del Departamento de Países No Alineados» (1976), «Director de Integración» (1984-1985), «Director de Asuntos Económicos» (1985-1986), «Director General de Coordinación» (1990-1991), «Director de Planeamiento» (1992) y «Director de Soberanía Aérea» (1992).
Ha sido representante del Perú ante la Organización de las Naciones Unidas (1988-1989 y 2005-2006), la Organización de Estados Americanos (2000-2001), la Organización Mundial del Comercio (1998-2000) y la Asociación Latinoamericana de Libre Comercio en Montevideo (1977-1979).
También ha sido Representante Permanente Alterno del Perú ante el Consejo Intergubernamental de Países Productores de Cobre en París (1980-1984), Presidente del Comité Ejecutivo del Comité Intergubernamental de los Países Exportadores de Cobre en París (1984), Director del Instituto Peruano de Relaciones Internacionales (1992), y ha servido en las embajadas del Perú en Ecuador y en Francia.

### Embajador del Perú en Bolivia (2010)
El 4 de diciembre de 2009 se publica en el diario oficial El Peruano su nombramiento como embajador del Perú en Bolivia. Asume sus nuevas funciones el 7 de febrero de 2010. En la presentación de sus cartas credenciales, el nuevo embajador declaró haber «reafirmado al presidente Morales el respaldo pleno del Perú a la justa demanda de la salida al mar de Bolivia».
En el transcurso de su gestión, y luego de varios meses de negociaciones entre las cancillerías peruana y boliviana, se reactualizó el proyecto anteriormente denominado BoliviaMar y redenominado ahora MarBolivia, en ocasión del encuentro de Evo Morales y Alan García el 19 de octubre de 2010 en Ilo donde se firmaron varios acuerdos bilaterales y complementarios de aquellos de 1992 y reafirmando la concesión por 99 años del Perú a Bolivia de una salida no soberana al Océano Pacífico para el país altiplánico,  estableciendo una zona franca industrial y económica especial (ZOFIE) y una zona franca turística (ZFT).
El 25 de agosto de 2011, se publica su incorporación oficial a la Comisión ad hoc encargada de la defensa peruana en el diferendo marítimo con Chile.
Mediante resolución suprema 164-2012-RE del 11 de julio de 2012 es nombrado Representante Permanente del Perú ante la UNESCO. En su función de Embajador de Perú ante la UNESCO, organizó en abril de 2018, en la sede de la Unesco, la exposición retrospectiva de las obras de su compatriota el pintor Herman Braun-Vega, que fue la última exposición organizada en vida del artista.

## Distinciones
Como parte de su vida diplomática, ha recibido diversas condecoraciones en varios países del mundo. Ha recibido la «Orden al Mérito en grado de Gran Cruz» en Guatemala, Bolivia, Ecuador y Paraguay.
También en el grado de «Gran Cruz», ha recibido condecoraciones en Brasil, Colombia (por parte del Gobierno y del Senado), España (gran cruz de la Orden de Isabel la Católica) y El Salvador, además de la Orden Nacional al Mérito de la República Francesa, en el grado de Caballero.
En el Perú, ha recibido la Orden al Mérito por Servicios Distinguidos del Perú, en el grado de Gran Cruz, y la Orden El Sol del Perú, en el grado de Gran Cruz.
De Argentina, ha recibido la Gran Cruz de la Orden de Mayo al Mérito.

## Delimitación marítima con Chile
El embajador Manuel Rodríguez Cuadros decidió llevar el caso de la delimitacion marítima con Chile a la Corte Internacional, logrando obtener de su par chileno una declaración que indica que la controversia existe y es bilateral.
El 19 de julio de 2004 Manuel Rodríguez Cuadros, inicia el actual proceso al solicitar de manera formal, a través de una nota diplomática dirigida a la canciller de Chile, Soledad Alvear, el inicio de negociaciones entre el Perú y Chile para delimitar la frontera marítima.
Rodríguez Cuadros señaló en la nota que «[...] hasta la fecha el Perú y Chile no han celebrado, de conformidad con las reglas del Derecho Internacional un tratado de delimitación marítima [...], que "no existe límite marítimo entre los dos países", añadiendo que "Estas consideraciones, de la mayor importancia en la relación bilateral, me llevan a proponer formalmente a Vuestra Excelencia el inicio, a la brevedad posible, de negociaciones bilaterales para resolver esta controversia. Propongo, asimismo, que estas negociaciones comiencen dentro de los próximo sesenta días. Las mismas podrían llevarse a cabo en la ciudad de Lima, en la ciudad de Santiago de Chile o en la ciudad que se escoja de común acuerdo. La finalidad de estas negociaciones deberá ser el establecimiento del límite marítimo entre el Perú y Chile de conformidad con las normas del Derecho Internacional, mediante un tratado específico sobre esta materia.» Esta Nota es respondida el 10 de septiembre del mismo año por la ministra de Relaciones Exteriores de Chile (Soledad Alvear).
El 4 de noviembre de 2004, los Cancilleres Ignacio Walker de Chile, y Manuel Rodríguez Cuadros del Perú, durante la Cumbre XVIII de Río de Janeiro emitieron un comunicado expresando que: Los cancilleres reafirman que el tema de la delimitación marítima entre ambos países, respecto del cual tenemos posiciones distintas, es una cuestión de naturaleza jurídica y que constituye estrictamente un asunto bilateral que no debe interferir en el desarrollo positivo de la relación entre Perú y Chile.

## Controversias
Su actuación como canciller y su posterior designación como representante ante los Organismos Internacionales con sede en Ginebra, fueron criticadas por sus detractores políticos. Generó adicionalmente un unánime rechazo por el monto del alquiler para sí mismo de lo que llamaron la residencia más cara en la historia de la diplomacia peruana.
Este arrendamiento fue cuestionado por el presidente electo Alan García mencionando que es exagerado que el país gaste «35 mil dólares al mes en alquilar una vivienda a un funcionario en Ginebra, cuando ese dinero es el equivalente al salario de 100 profesores».
En su discurso inaugural de gobierno el 28 de julio de 2006, el presidente García se refirió al mismo tema, lo que conllevó al relevo de este funcionario por considerar el hecho una corrupción. Fue reemplazado por José Eduardo Ponce Vivanco.
El 24 de junio de 2006 el Ministerio de Relaciones Exteriores del Perú publica el texto de una entrevista de CPN Radio a Rodríguez Cuadros, donde el diplomático declara respecto al alquiler de la residencia donde habita: «Se dijo 35 mil más diez mil, 45 mil. El alquiler de la casa, como ya lo ha aclarado la Cancillería -porque no soy partidario de políticas de justificación sino de aclarar los hechos- se paga por la casa 21 mil quinientos francos suizos al mes, más cinco mil quinientos francos suizos de gastos de mantenimiento.»
El 16 de abril de 2010 el gabinete de coordinación del viceministro de relaciones exteriores publicó una resolución final que archiva el expediente en contra del embajador Manuel Rodríguez Cuadros. Firmado por el ministro consejero, José Bustinza Soto determina que todo no solo fue correcto, sino legal y defendiendo los intereses del Estado.

## Elecciones generales del 2011
Manuel Rodríguez Cuadros fue lanzado como candidato a la presidencia del Perú en las elecciones generales del Perú de 2011 representando al Partido Descentralista Fuerza Social.
El 18 de marzo de 2011 renuncia a su candidatura presidencial, argumentando falta de equidad y transparencia en la contienda presidencial.

## Obras publicadas
Es autor de numerosos artículos y ensayos en materia de derecho internacional y relaciones internacionales en diversas publicaciones del Perú y el extranjero. Entre sus principales obras se encuentran:
- 1991 - «Carlos García Bedoya y la política exterior del Perú» (coautor)
- 1995 - «La seguridad y la política exterior del Perú» (coautor)
- 1995 - «La impunidad en América Central: Causas y consecuencias» (coautor)
- 1996 - «Manual para la investigación de las violaciones de los derechos a la vida, la seguridad y la integridad personal» (editor)
- 1996 - «La política exterior del Perú» (coautor)
- 1997 - «La integración de los sistemas internacional y nacional de protección de los derechos económicos y sociales»
- 1998 - «Manual para la calificación de las violaciones de los derechos humanos»
- 2007 - «Delimitación marítima con equidad: El caso de Perú y Chile»
- 2010 - «La soberanía marítima del Perú: La controversia entre Perú y Chile»[25]